# Francisco Gómez y Argüelles
Pour les articles homonymes, voir Argüelles.
Francisco Gómez y Argüelles, né au XVIIIe siècle à Olancho et mort le 25 juillet 1854 à Granada au Nicaragua, est un homme politique hondurien. Il est président du Honduras à deux reprises, du 1er février au 1er mars 1852 et du 9 mai au 31 décembre 1853.